# Dear Darlin'
«Dear Darlin'» —en español: «Querida, querida»— es una canción pop del cantante y compositor británico Olly Murs, incluida en su tercer álbum de estudio Right Place Right Time, de 2012. El intérprete la compuso con ayuda de Ed Drewett y Jim Eliot, además que estos dos también se encargaron de producirla. La discográfica Epic Records la lanzó como el décimo sencillo de Murs el 24 de mayo de 2013. Luego, el 2 de septiembre del mismo año, una versión con la voz de la cantante francesa Alizée fue publicada en Amazon.com.
En general, contó con comentarios positivos por parte de los críticos musical. Aunque, comercialmente no logró buena recepción, excepto por el Reino Unido y Australia. Para promocionar la canción, Murs publicó un videoclip dirigido por Carly Cussen el 13 de mayo de 2013. Además, también la interpretó en vivo en varias ocasiones. La canción fue nominada en los BRIT Awards en la categoría de mejor sencillo británico.

## Antecedentes y composición
El 18 de abril de 2013, el cantante reveló a través de su cuenta de Twitter que «Dear Darlin'» sería lanzada como el tercer sencillo de Right Place Right Time y que la semana siguiente comenzaría a grabar su videoclip. Al día siguiente, ofreció una entrevista a Digital Spy donde confirmó que la fecha oficial era el 2 de junio de 2013. Aunque, Epic Records decidió finalmente lanzarla el 24 de mayo. Sobre el por qué de su creación, comentó que:

«[Estaba] escribiendo con Ed y él, que es mi amigo, ayudó, ya que nos sentamos allí horas antes de escribir, repasando viejas relaciones y recordando sus escenarios [...] Se trata de escribirle a alguien para decirle cuánto lo sientes por haberla perdido. No es el tipo de canción que esperas que yo y Ed compongamos, ya que tenemos un carácter juguetón, pero hemos sido capaces de abrirnos a los demás».

«Dear Darlin'» es una balada de género pop compuesta por Murs con ayuda de Ed Drewett y Jim Eliot, quienes también la produjeron. Durante el rodaje de su vídeo musical, dijo que es «básicamente sobre alguien que se ha ido de tu vida, alguien que extrañas, alguien que desearías ser parte de él». También expresó que es como un «querida, querida, te quiero de regreso [...] Fue corto, lo intentamos». En una entrevista con 4Music, Murs comentó que tomó como inspiración el sencillo «Stan» de Eminem y Dido, ya que recordó cuando Eminem escribía la carta. Añadió que la canción muestra cómo eran los tiempos de antes, donde la gente debía escribir cartas en lugar de dejar mensajes en Facebook o Twitter. De acuerdo con la partitura publicada por Universal Music Publishing Group en el sitio web Musicnotes, la canción tiene un tempo allegro de 126 pulsaciones por minuto y está compuesta de la tonalidad de si menor. El registro vocal de Murs se extiende desde la nota re mayor hasta la sol mayor.

## Recepción
En general, la canción obtuvo buenos comentarios por parte de los críticos musicales. El escritor Robert Copsey de Digital Spy dijo que «Dear Darlin'» es una canción tranquila, pero no lo suficiente para considerarse anticuada. Andy Gill de The Independent, en su crítica de Right Place Right Time, dijo que Murs emplea ciertas notas en la canción y cuando se complementan con las campanas profundizan la emoción melancólica. Además, recomendó a los lectores del diario descargarla digitalmente. El escritor Joe de Hit Zone Online expresó: «Esta canción tiene un gran riff de piano combinado con un buen ritmo para mantenerla viva. Es una bella pista muy bien escrita que es un elogio a la capacidad de composición de Olly». El escritor John Aizlewood de BBC aseguró que Murs brinda cierto grado de «seriedad» en el ámbito dramático de la canción. Por su parte, Chris Smith de Yahoo! aseguró que la capacidad de composición del cantante se ve reflejada en temas como «Dear Darlin'».
Por otra parte, fracasó comercialmente en la mayor parte del mundo. Aunque, logró una recepción aceptable en algunos mercados. En el Reino Unido, alcanzó la quinta posición del UK Singles Chart, lo que lo convierte en el sexto sencillo de Murs que accede a los diez primeros. Adicionalmente, consiguió disco de platino por vender 600 000 copias. En Irlanda ubicó el octavo lugar durante la semana del 20 de junio de 2013. En Australia se posicionó en el cuarto puesto, mientras que en Nueva Zelanda el veintinueve. En el primero de estos, recibió además un disco de platino por vender 70 000 copias.

## Promoción

### Vídeo musical

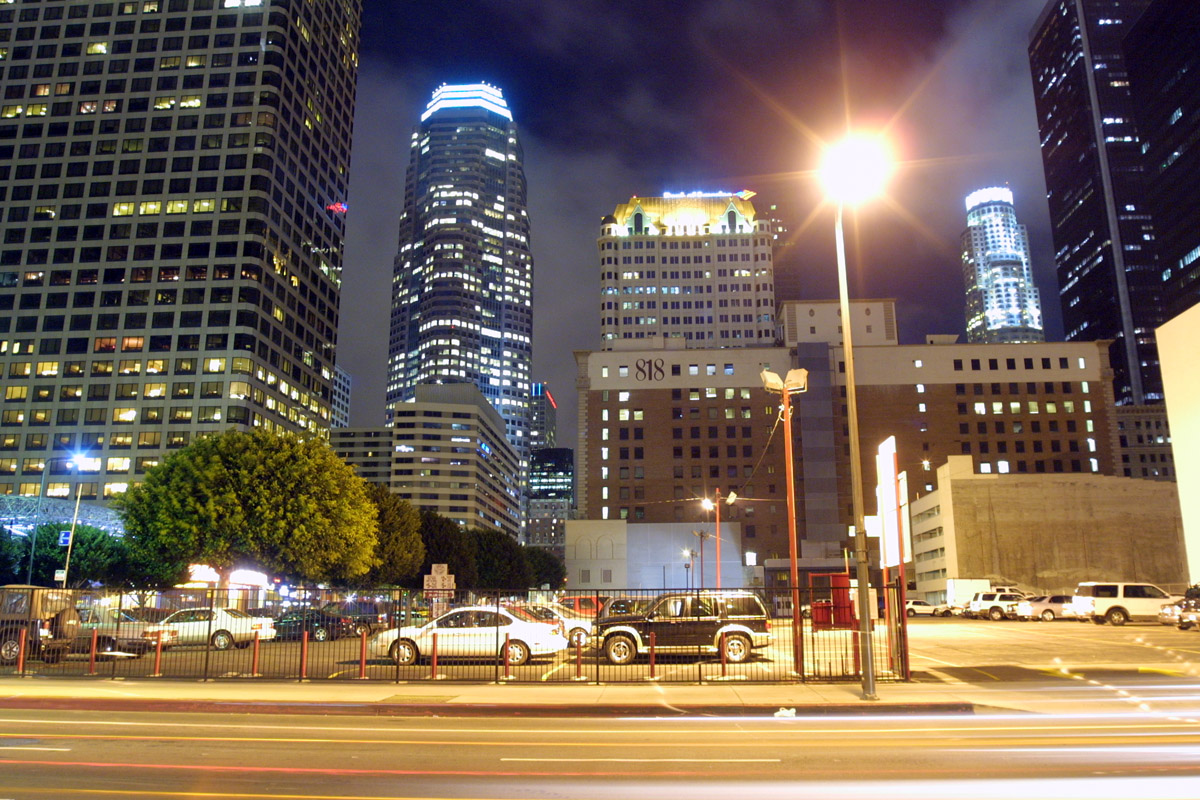
El videoclip de la canción se grabó en la ciudad de Los Ángeles, California.

La directora del vídeo, Carly Cussen, comenzó a grabarlo durante la semana del 22 de abril de 2013 en la ciudad de Los Ángeles, California, tras unos días del anuncio del lanzamiento del sencillo. El 7 de mayo, Murs publicó algunas imágenes que pudieron verse a través de Internet. Dos días más tarde, comenzó a subir una serie de vídeos a su cuenta oficial de VEVO en YouTube para mantener a sus seguidores al tanto de cómo iba la filmación. También inició una cuenta regresiva de tres días antes de su estreno oficial en el sitio. Finalmente, estrenó el 13 de mayo de 2013 a través de su cuenta de VEVO.
La primera parte del videoclip es una serie de escenas donde el cantante se encuentra en una habitación solitaria, que a su vez se halla rodeada de ilusiones creadas a partir de su imaginación. Estas son recuerdos de cuando él y su novia se estaban mudando al lugar. Luego las ilusiones se convierten en recuerdos negativos donde la pareja discute y al final la chica decide empacar sus cosas y marcharse. Tras pensar, Murs decide partir a la calle en busca de su amada, quien ya se encuentra sola vagando por las calles. Ella, en su intento por olvidar todo, se consigue con distintas señales que le hacen pensar en lo que pasó. Al final se intercalan distintas escenas mostrando lo ocurrido en todo el videoclip, y acaba con la chica arrojando una hoja de papel que contenía el primer verso de la canción.

### Interpretaciones en directo
El 25 de noviembre de 2013, Murs interpretó la canción en exclusiva para The Xtra Factor. El 26 de mayo, Murs participó en el Radio 1's Big Weekend organizado por BBC en Derry, Reino Unido, que contó con la asistencia de 40 000 personas. Allí, abrió su presentación con «Army of Two», seguida de «Dance With Me Tonight» y «Oh My Goodness». Luego siguió con «Dear Darlin'» y un popurrí que mezclaba versiones de «Should I Stay Or Should I Go» y «Town Called Malice». Finalmente, cerró con «Right Place Right Time», «Heart Skips a Beat» y «Troublemaker». El 11 de junio, participó en el Summertime Ball realizado por Capital FM, donde interpretó «Dear Darlin'» como penúltima canción de su set para ese día. Por otra parte, ha sido interpretada en la tercera gira del cantante Right Place Right Time Tour.

## Formato
- Descarga digital

| «Dear Darlin'» — [+video] |                                             |          |  |
| N.º                       | Título                                      | Duración |  |
| 1.                        | «Dear Darlin'»                              | 3:26     |  |
| 2.                        | «Don't You Worry Child» (En vivo desde BBC) | 3:39     |  |
| 3.                        | «Dear Darlin'» (Vídeo en vivo desde The O2) | 3:38     |  |

## Posicionamiento en listas

### Semanales
| Alemania      | German Singles Chart      | 2   |
| Australia     | Australian Singles Chart  | 4   |
| Austria       | Austrian Singles Chart    | 1   |
| Escocia       | Scottish Singles Chart    | 4   |
| Eslovaquia    | Radio Top 100 Chart       | 3   |
| Francia       | French Singles Chart      | 127 |
| Irlanda       | Irish Singles Chart       | 8   |
| Nueva Zelanda | New Zealand Singles Chart | 29  |
| Reino Unido   | UK Singles Chart          | 5   |
| Suiza         | Swiss Singles Chart       | 5   |

### Sucesión en listas
| Predecesor: «Roar» de Katy Perry «Bonfire Heart» de James Blunt | Austrian Singles Chart — Sencillo número uno 27 de septiembre de 2013 — 18 de octubre de 2013 25 de octubre de 2013 — 1 de diciembre de 2013 | Sucesor: «Bonfire Heart» de James Blunt «Hey Brother» de Avicii |

### Certificaciones
| País        | Organismo certificador | Certificación | Unidades certificadas | Ref.   |
| ----------- | ---------------------- | ------------- | --------------------- | ------ |
| Alemania    | BVMI                   | Platino       | 400 000               | [ 40 ] |
| Australia   | ARIA                   | 2× Platino    | 140 000               | [ 24 ] |
| Austria     | IFPI — Austria         | Oro           | 15 000                | [ 41 ] |
| Reino Unido | BPI                    | Platino       | 600 000               | [ 22 ] |
| Suecia      | GLF                    | Oro           | 40 000                | [ 42 ] |
| Suiza       | IFPI — Suiza           | Platino       | 20 000                | [ 43 ] |

### Anuales
| Australia   | Australian Singles Chart | 64 |
| Austria     | Austrian Singles Chart   | 26 |
| Reino Unido | UK Singles Chart         | 20 |
| Suiza       | Swiss Singles Chart      | 52 |